# Mitromica christamariae
Mitromica christamariae is een slakkensoort uit de familie van de Costellariidae. De wetenschappelijke naam van de soort is voor het eerst geldig gepubliceerd in 2009 door Salisbury & Schniebs.